# Viki
Rakuten Viki é um serviço de streaming operado pelo conglomerado Rakuten. O serviço é responsável pela distribuição de conteúdos midiáticos, principalmente da Ásia, como série de televisão, filmes e programas de variedades da Coreia do Sul, Tailândia, Filipinas, Japão, Taiwan e China.
O nome Viki é um acrônimo das palavras vídeo e Wiki. A plataforma permite a tradução voluntária de conteúdos para diversos idiomas e esses são distribuídos para comunidade do site.

## História

### Fundação (2007-2012)
A subsidiária Viki foi fundada em 2007 por Razmig Hovaghimian, Changseong Ho e Jiwon Moon. O financiamento para a empresa veio originalmente pelo Neoteny Labs, um fundo de start-up de Singapura liderado por Joichi Ito e do co-fundador do LinkedIn, Reid Hoffman.
A empresa mudou-se para Singapura em 2008 para aproveitar o apoio do governo e o papel da cidade-estado como um hub pan-asiático. Em 2010, o site Viki saiu da fase beta e disponibilizou seus serviços para o público em geral. O site foi comprado pela Rakuten em 2013.
Em setembro de 2011, um aplicativo para iPhone foi desenvolvido e lançado na App Store. A empresa fez uma parceria com a Samsung para desenvolver um aplicativo para o Android. Nesse ano, o aplicativo contabilizou 14 milhões de visualizações em seus conteúdos.

### Aquisição pelo conglomerado Rakuten (2013 - presente)
No ano seguinte após a sua aquisição pela Rakuten, o Viki passou de 22 milhões de usuários ativos mensais para 35 milhões de usuários ativos mensais. A empresa possui uma extensa lista de parceiros para fornecimento de conteúdo, entre eles Hulu, Netflix, Yahoo!, MSN, NBC, A&E e dos canais de televisão TVB em Hong Kong, SBS na Coreia do Sul, Fuji TV no Japão e Amedia na Rússia.

## Recursos
O Viki transmite conteúdo licenciado premium para os usuários cadastrados no serviço. O conteúdo pode ser legendado por voluntários da comunidade. Os membros da comunidade podem legendar seus programas favoritos em seus idiomas, sob uma licença creative commons usando a tecnologia de legendagem do Viki, permitindo que os indivíduos colaborem globalmente, em dezenas de idiomas ao mesmo tempo. O software de legendagem é desenvolvido pela empresa permite que muitos voluntários traduzam um vídeo simultaneamente em até 160 idiomas.